# Дресден (Охајо)
Дресден (енгл. Dresden) град је у америчкој савезној држави Охајо.

## Демографија
По попису из 2010. године број становника је 1.529, што је 106 (7,4%) становника више него 2000. године.
| Група             | 2000.         | 2010.         |
| Белци             | 1.408 (98,9%) | 1.486 (97,2%) |
| Афроамериканци    | 2 (0,1%)      | 5 (0,3%)      |
| Азијати           | 0 (0,0%)      | 7 (0,5%)      |
| Хиспаноамериканци | 7 (0,5%)      | 4 (0,3%)      |
| Укупно            | 1.423         | 1.529         |